# Stråk (musikalbum)
Stråk är ett album från 1986 med Ted Ström, som också skrev all text och musik.
Inspelningen producerades och arrangerades av Janne Schaffer för Earmeals Productions och Janne Ferm. Tekniker var Janne Ugand. Skivnumret är Frituna FRLP-218.
Thorsten Flinck gav på sitt album "En dans på knivens egg" (2012) ut en coverversion av låten med samma namn.

## Låtlista
Sid 1:
1. Snö
2. Stockholms skuggor
3. Livets strängar
4. Om vi ändå kunde dansa
5. Mot Kalix

Sida 2:
1. Längtans radio
2. En dans på knivens egg
3. Storm
4. På sviktande bryggor
5. Nattjakt

## Medverkande musiker
- Torbjörn Eklund, flöjt
- Björn Holmsten, saxofon
- Henrik Janson, gitarr, kör
- Björn J:son Lindh, flöjt
- Anna-Carin Larsson, sång
- Magnus Persson, trummor
- Svante Persson, klaviatur
- Janne Schaffer, gitarr
- Gunnar Skoglund, synthesizerprogrammering
- Monica Törnell, sång
- Christian Veltman, bas
- Clarence Öfwerman, klaviatur, kör